# Le Coudray-Macouard
Le Coudray-Macouard ist eine französische Gemeinde mit 935 Einwohnern (Stand: 1. Januar 2022) im Département Maine-et-Loire in der Region Pays de la Loire. Sie gehört zum Arrondissement Saumur und zum Kanton Doué-en-Anjou. Die Einwohner werden Coudraisiens genannt.

## Lage
Die Gemeinde Le Coudray-Macouard liegt etwa sieben Kilometer südsüdwestlich von Saumur. Der Thouet begrenzt die Gemeinde im Osten und Südosten. Umgeben wird Le Coudray-Macouard von den Nachbargemeinden Distré im Norden, Artannes-sur-Thouet im Nordosten und Osten, Saint-Just-sur-Dive im Osten und Südosten, Montreuil-Bellay im Süden, Cizay-la-Madeleine im Südwesten und Westen sowie Courchamps im Westen und Nordwesten.

## Bevölkerungsentwicklung
| Jahr                       | 1962 | 1968 | 1975 | 1982 | 1990 | 1999 | 2006 | 2012 | 2022 |
| Einwohner                  | 654  | 673  | 699  | 829  | 956  | 865  | 869  | 911  | 935  |
| Quellen: Cassini und INSEE |      |      |      |      |      |      |      |      |      |

## Weinbau
Die Reben in der Gemeinde gehören zum Weinbaugebiet Anjou.

## Sehenswürdigkeiten
- Kirche Notre-Dame
- Kommende des Johanniterordens
- Domänen Beaulieu, Le Chapitre und Bel Abord
- Herrenhäuser Beaulieu, Beauregard, Four à Ban, Louzy, Maison-Hacault, La Prouterie, Puits-Venier und Tire-Mouche
- Mühle von Bron

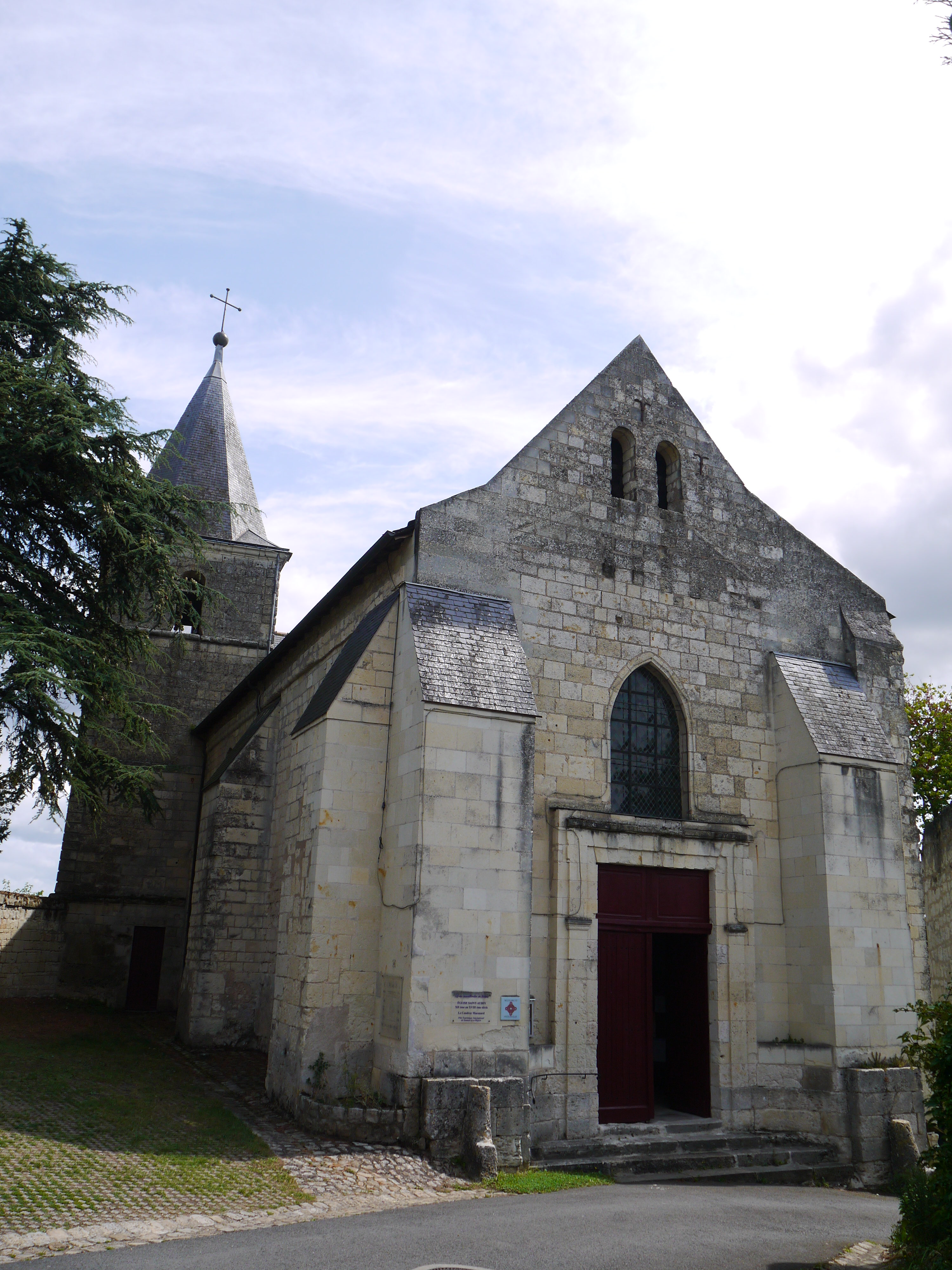
Kirche Notre-Dame
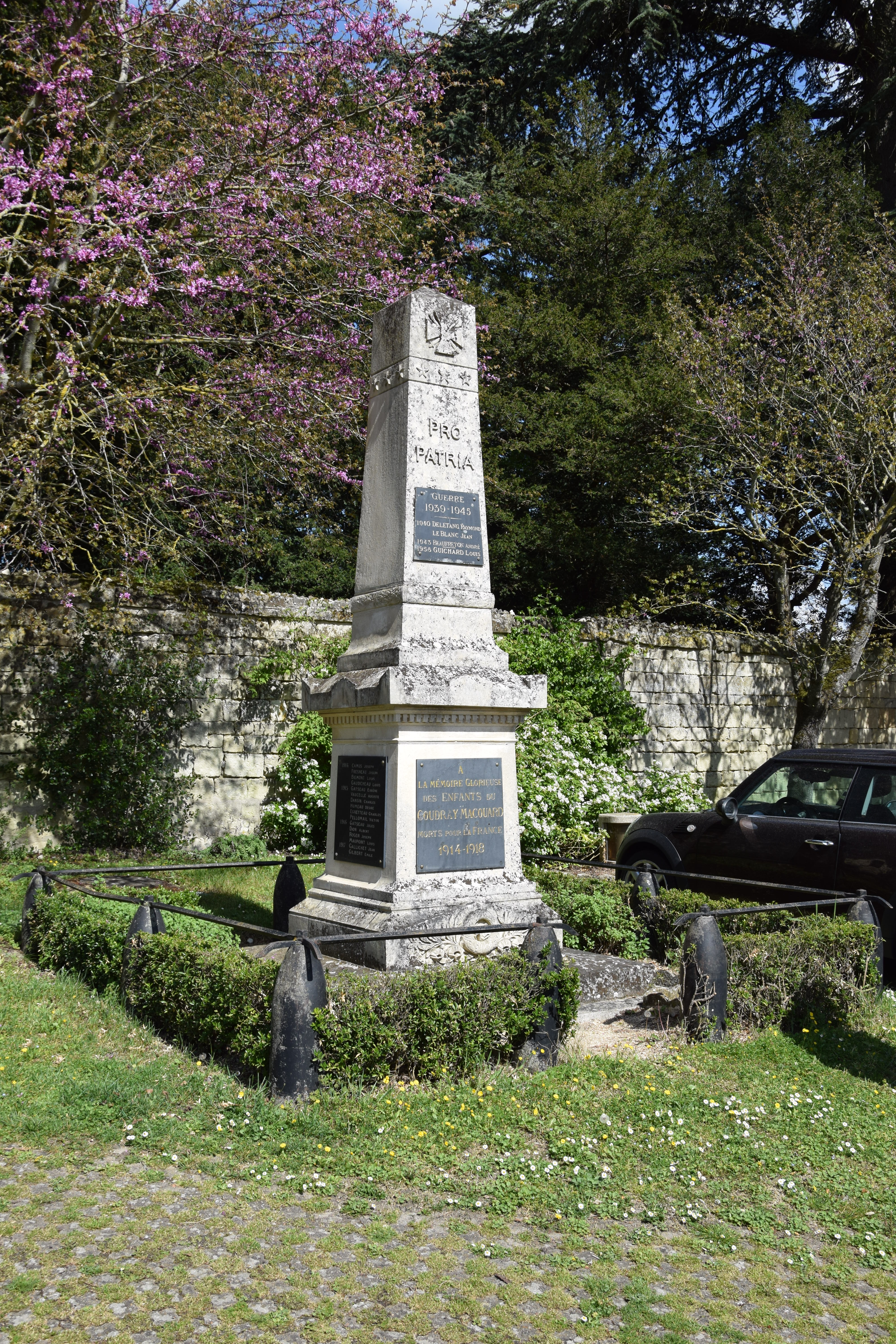
Gefallenendenkmal